# Protoceratop
El protoceratop (Protoceratops) és un gènere de dinosaure quadrúpede ceratop. Presentava un bec corni i una gola que podia tenir utilitat defensiva enfront depredadors com Velociraptor o sexual enfront de les femelles en zel. El robust cos (de fins a 400 quilograms) no superava els 2 metres de longitud.
S'han trobat nombrosos esquelets i sobretot diversos nius, amb molts ous i fins i tot embrions fossilitzats. Originàriament el descobriment d'aquests nius va servir per a demostrar per primera vegada, l'any 1922, que els dinosaures eren ovípars, tot i que no és segur que els ous trobats fossin de protoceratop.
El seu hàbitat era la Mongòlia del Cretaci superior (fa entre 75 i 65 milions d'anys).
Es creu que l'ésser mitològic griu fou concebut a partir d'interpretacions errònies de les restes de protoceratop, essent les ales la cresta cranial.

## Descobriment
A la dècada de 1920 el Museu Americà d'Història Natural de Nova York preparà tot un seguit d'expedicions a Àsia central. Aquestes campanyes eren conegudes com a Central Asiatic Expeditions. Una d'aquestes expedicions tenia com a destinació Mongòlia. Al setembre de l'any 1922 un equip dirigit per Roy Chapman Andrews i Walter Granger van descobrir una zona de Mongòlia repleta d'ossos de dinosaures que anomenaren Flaming Cliffs. Fou en aquest emplaçament on trobaren un crani de dinosaure que rebé el nom de Protoceratops andrewsi.

## Comportament
En un niu es van trobar uns 30 ous, i precisament aquest nombre tan elevat dugué als científics a suposar que un mateix niu va poder ésser compartit per dues o més femelles. S'han trobat diversos nius molt propers, el que sembla indicar que vivien en grups familiars o en petits ramats. Una vegada finalitzat el desenvolupament dins de l'ou, les cries que trencaven la closca medien uns 30 centímetres de longitud. Les femelles adultes les defensaven i els portaven aliment al niu fins que el petits creixien prou per a buscar-lo per si mateixos i defensar-se de predador propers.